# Cascajosa
Cascajosa es una localidad y una entidad local menor española perteneciente al municipio de Tardelcuende, dentro de la provincia de Soria, comunidad autónoma de Castilla y León. En 2012 la localidad contaba con 14 habitantes.